# Quai Joseph-Gillet

Le quai Joseph-Gillet est une voie située sur la rive gauche de la Saône, dans le 4e arrondissement de Lyon.

## Situation
Il commence (côté aval) à l'extrémité du quai Saint-Vincent (limite avec le 1er arrondissement de Lyon) et se termine (côté amont) à la limite séparant les communes de Lyon et Caluire-et-Cuire.

## Origine du nom
Cette voie est nommée en référence à Joseph Gillet, industriel, banquier et philanthrope français, né le 20 novembre 1843 à La Guillotière (Rhône) et mort le 9 avril 1923 à Paris.

## Histoire
Au XIXe siècle, elle est dénommée quai de Serin. Son nom actuel lui a été attribué par délibération municipale du 7 mai 1973.

### Quai de Serin
Au XVIIIe siècle, le chemin de halage entre Lyon et Neuville-sur-Saône passe par la rive gauche de la Saône. L'existence du quai de Serin est attestée en 1831.
À partir de 1852, une usine est construite par les Gillet au 7-10 quai de Serin. Elle est démolie en 1977.

## Points d'intérêt
- Au no 24 : En 2018, la société Art-Up a réalisé sur l'un des murs nord une grande fresque (environ 50 m2) représentant Nabil Fekir, Corentin Tolisso et Samuel Umtiti, trois joueurs de l'Équipe de France de football championne du monde, jouant ou ayant joué à l'Olympique lyonnais[6],[7].
- Au no 56 : Ce bâtiment industriel construit en 1908 a abrité la biscuiterie Vignals, puis l'usine textile Roumi à partir des années 1950. Désaffecté, il a fait l'objet d'une réhabilitation en lofts (2001 puis 2008)[8].